# Шабашов, Николай Васильевич
Николай Васильевич Шабашов (1925, Малышева, Уральская область — неизвестно) — вальщик леса Заводоуспенского леспромхоза Министерства лесной и деревообрабатывающей промышленности СССР, Тугулымский район Свердловской области, Герой Социалистического Труда (07.05.1971). Участник Великой Отечественной войны, гвардии сержант.

## Биография
Николай Васильевич Шабашов родился в 1925 году в деревне Малышевой Малышевского сельсовета Мехонского района Шадринского округа Уральской области, ныне село входит в Каргапольский муниципальный округ Курганской области.
С 1939 года работал в Мехонском леспромхозе подсобным рабочим, затем переведён на трелёвку леса.
В 1942 году вступил в ВЛКСМ.
В январе 1943 года призван в Рабоче-крестьянскую Красную Армию. Участник Великой Отечественной войны.  Несколько раз был ранен , но после выздоровления снова возвращался на фронт. Служил в пулемётном расчёте 3-го батальона 332-го гвардейского стрелкового полка 104-й гвардейской стрелковой дивизии, гвардии сержант.
В 1946 году вернулся в Мехонский леспромхоз, работал вначале на трелёвке, а затем мотористом пилы».
В 1955 году Осиновский лесопункт был закрыт, он перешёл работать в Цепошниковский лесопункт Заводоуспенского леспромхоза комбината «Свердлес» (Тугулымский район Свердловской области), где возглавил лесозаготовительную бригаду.
В 1963 году бригаде Шабашова Н.В. было присвоено звание «Коллектив коммунистического труда». Трижды присуждалось ей звание «Лучшая лесозаготовительная бригада лесной промышленности СССР».
В 1966 году вступил в КПСС.
В 1967 году за высокие показатели в социалистическом соревновании бригаде Шабашова Н.В. было присвоено звание «Бригада имени 50-летия Октября», а в 1968 году каждому члену бригады были вручены именные часы.
В 1970 году бригада Шабашова Н.В. была удостоена чести участвовать в Выставке достижений народного хозяйства СССР.
С 1971 года работал в Тугулымском леспромхозе «Свердлеспрома».
В 1985 году вышел на заслуженный отдых. Уехал жить в Шатровский район Курганской области, ныне Шатровский муниципальный округ той же области.
Николай Васильевич Шабашов умер до 2005 года (предположительно 6 марта 1998 года). 

## Награды и звания
- Герой Социалистического Труда, 7 мая 1971 года
  - Орден Ленина № 413835
  - Медаль «Серп и Молот»  № 17181
- Орден Ленина, 7 сентября 1966 года
- Орден Отечественной войны I степени, 6 ноября 1985 года[3]
- Орден Красной Звезды
- Медаль «За отвагу», дважды: 2 декабря 1944 года и 12 сентября 1945 года[4]
- Медаль «За боевые заслуги», дважды: 2 ноября 1944 года[5] и 31 мая 1945 года
- Звание «Почётный мастер леса и лесосплава», 1966 год
- Звание «Лучший моторист пилы», 1951 год
- Именные часы, 1968 год